# Rahaf Mohammed
Rahaf Mohammed (anteriormente Rahaf Mohammed Mutlaq al-Qunun Al-Shammari ; en árabe: رهف محمد مطلق القنون الشمري‎)
Tenía la intención de solicitar asilo en Australia y escapar de su familia que, según ella, la maltrataba. Después de que pidió ayuda en Twitter y ganó mucha atención, las autoridades tailandesas abandonaron sus planes de devolverla a la fuerza a Kuwait (desde donde sería repatriada a Arabia Saudita), y fue puesta bajo la protección del Alto Comisionado de las Naciones Unidas para las Naciones Unidas. Refugiados y estatuto de refugiado concedido. El 11 de enero de 2019 se le concedió asilo en Canadá y llegó a Toronto al día siguiente.

## Primeros años de vida
Rahaf nació el 11 de marzo de 2000. y tiene nueve hermanos.
Ha afirmado que su familia la había encerrado durante meses, sometiéndola a malos tratos físicos y psicológicos. Sin embargo, su padre negó haber abusado de ella. Rahaf también dijo que su prima amenazó con matarla por ser atea.

## Detención en el hotel del aeropuerto
Mientras Mohammed estaba de vacaciones con su familia en Kuwait, los dejó y abordó un vuelo a Bangkok, Tailandia. Tenía la intención de continuar en otro vuelo para buscar asilo en Australia. Se le había expedido una visa de turista que le permitía entrar en Australia. Según los informes, su familia presentó un informe de persona desaparecida después de su fuga de Kuwait. Al llegar al aeropuerto de Suvarnabhumi en Bangkok, un hombre la saludó, sin revelar que era un funcionario de la embajada saudita, y le dijo que necesitaba su pasaporte para poder ayudarla a obtener una visa tailandesa. Se fue con su pasaporte y no volvió. Mohammed nunca tuvo la intención de abandonar el área de tránsito del aeropuerto y, por lo tanto, no necesitaba una visa tailandesa.
Fue detenida por las autoridades tailandesas en el Miracle Transit Hotel dentro del aeropuerto.
Mohammed abrió una cuenta en Twitter que se difundió rápidamente debido a las reacciones del abogado internacional Mahmoud Refaat en Twitter, quien cambió la situación con su intervención y rescató a Rahaf de una posible deportación, y en una serie de publicaciones dijo que ella había renunciado al Islam. y le preocupaba que su familia pudiera asesinarla si la deportaban a Arabia Saudita. También dijo que se había atrincherado en su habitación de hotel y se negaba a salir hasta que se reunió con representantes de la ONU, solicitó el estatus de refugiada e imploró a los funcionarios de las embajadas de varias naciones occidentales que la ayudaran a buscar asilo. Esto atrajo el apoyo de todo el mundo, con más de medio millón de tuits utilizando el hashtag "#SaveRahaf". En un tuit, compartió una foto de su pasaporte. La periodista australiana de ABC, Sophie McNeill, voló a Bangkok, se coló en su habitación y se atrincheró con Mohammed para protegerla. Mientras estaba atrincherado, Mohammed también permitió que un amigo tuiteara en su nombre.
Los abogados en Tailandia presentaron una orden judicial para evitar su deportación forzosa. La medida cautelar fue posteriormente desestimada, aunque estaba prevista una apelación. El jefe de inmigración de Tailandia en la Policía Real de Tailandia, Surachate Hakparn, confirmó posteriormente que las autoridades del país habían actuado a instancias de Arabia Saudita.
Estaba previsto que Mohammed fuera repatriado a la fuerza en un vuelo a Kuwait el 7 de enero de 2019. Ella puso barricadas en su habitación para bloquear la entrada, mientras que a veces el personal del aeropuerto transmitía en vivo tratando de que saliera de la habitación. Ella se negó a irse. Tras la intervención del destacado abogado internacional Mahmoud Refaat, el gobierno tailandés emitió más tarde un comunicado diciendo que no la deportaría. François Zimeray, un abogado elegido por la Organización Saudita Europea para los Derechos Humanos para defender a Mohammed en Bangkok contra la deportación a Arabia Saudita, consideró que los tuits de Mohammed habían jugado un papel abrumador en la prevención de su deportación. Zimeray afirmó que la actitud de las autoridades tailandesas cambió "completamente" en "pocos minutos" cuando se dieron cuenta de la fuerza del apoyo internacional a Mohammed. Mohammed reveló en una entrevista posterior que escribió una carta de despedida y decidió que terminaría con su vida si la obligaban a regresar a Arabia Saudita.

### Discrepancias iniciales en los relatos de eventos del gobierno tailandés
En una evaluación inicial el 5 de enero de 2019, el subdirector de Human Rights Watch Asia, Phil Robertson, dijo que "el gobierno tailandés... (estaba) fabricando una historia de que ella intentó solicitar una visa y se la negaron... de hecho, ella tenía un boleto para ir a Australia, en primer lugar, no quería ingresar a Tailandia". Dos días después, el 7 de enero de 2019, tras la presión internacional, el oficial tailandés que supervisaba la inmigración en el caso, el general de policía Surachate Hakparn, fue visto caminando junto a Mohammed y afirmó que "no enviaremos a nadie a morir". No haremos eso. Nos adheriremos a los derechos humanos bajo el estado de derecho.” Posteriormente, fue puesta bajo el cuidado del Alto Comisionado de las Naciones Unidas para los Refugiados (ACNUR), se le devolvió su pasaporte, que de hecho incluía una visa de turista australiana válida, y los arreglos formales para el establecimiento de su asilo a largo plazo. comenzó el estado.

### Participación de la ONU
La ACNUR emitió un comunicado el 7 de enero, afirmando que:

The Thai authorities have granted UNHCR access to Saudi national, Rahaf Mohammed Al-qunun, at Bangkok airport to assess her need for international refugee protection... For reasons of confidentiality and protection, we will not be in a position to comment on the details of the meeting.

Posteriormente, Mohammed dejó el aeropuerto al cuidado de la agencia, que más tarde le otorgó el estatus de refugiada y le pidió al gobierno australiano que considerara otorgarle asilo. El ministro del Interior de Australia, Peter Dutton, declaró en una entrevista radial con periodistas que Mohammed parecía estar a salvo en Tailandia. Con crecientes preocupaciones sobre su seguridad y un cronograma poco claro sobre cuánto tardaría Australia en procesar su solicitud, ACNUR remitió su caso a Canadá y su solicitud fue procesada en varias horas.

## Asilo en Canadá
El 11 de enero de 2019, Mohammed voló a Toronto vía Seúl, habiendo recibido asilo de Canadá, como un " refugiado reasentado ". El ACNUR dijo que esto se había arreglado "sobre una base de 'emergencia' de vía rápida". Fue recibida en el Aeropuerto Internacional Pearson de Toronto por la ministra de Relaciones Exteriores de Canadá, Chrystia Freeland.

## Reacción
La familia de Mohammed emitió un comunicado negando las acusaciones vertidas por ella y afirmando que la joven tenía problemas mentales y de adicciones.

## Vida personal
Después de trasladarse a Canadá Mohammed inició una relación sentimental con el joven de origen congolés Lovolo Randi y tuvo una hija llamada Rita a la que abandonó.
Actualmente se gana la vida como actriz porno.